# Solar News Channel
Solar News Channel ist ein philippinischer Nachrichtensender und gehört zum Radio Philippines Network und Solar Television Network. Der Sender ersetzte ab dem 30. Oktober 2012 den ehemaligen Sender Talk TV. Am 22. August 2014 stellte die Station den Sendebetrieb ein und wurde durch 9TV ersetzt.

## Lokale Programme

### Nachrichtensendungen
- Solar Daybreak
- Solar Headlines
- Solar Newsday
- Solar News Cebuano
- Solar Network News
- Solar Nightly News
- Solar Sports Desk

### Dokumentarfilmprogramme
- Legal Help Desk
- MedTalk
- News.PH
- News Café
- Opposing Views

### Infotainment
- Something to Chew On (auch auf ETC ausgestrahlt)
- What I See

### Infomercial
- Home Shopping Network

### Religiös
- Healing Mass: Mass for the Homebound with Fr. Mario Sobrejuanite

## Ausländische Programme

### Nachrichtensendungen
- Inside Edition
  - Inside Weekend
- NBC Nightly News
  - NBC Nightly News Weekend
- Today
  - Today Weekend

### Diskussion und Vielfalt
- The Talk
- Late Show with David Letterman
- Today's Talk

### Dokumentarfilmprogramme
- Solar News Channel Presents: Stories
  -  60 Minutes

### Reality-Show
- Undercover Boss